# Лавры
Лавры — символическая фигура речи, которая ведёт своё происхождение от античной традиции использовать в различных торжественных обрядах, религиозных церемониях, жертвоприношениях и т. п. лавровые ветви, обозначавшие победу, триумф или славу
У древних греков и римлян ветви и венки, составленные из листьев лавра благородного (лат. Laurus nobilis) являлись атрибутом победившей стороны. Первоначально они использовались как почётный символ победителей Пифийских игр, которые первое время были музыкальными, а с 582 года до нашей эры стали ещё и спортивными. Потом ими стали награждать лучших ораторов и поэтов, а во время триумфальных встреч лавровые венки надевались на возвратившихся из успешных военных походов полководцев. Помимо этогo, лавровые ветви служили украшением знамён, палаток, оружия и боевых кораблей.
Награждённый лаврами получал название лауреата, само слово послужило основой для некоторых крылатых выражений: «почивать на лаврах», «пожинать лавры» и т. п.
В настоящее время бронзовая лавровая ветвь является частью официальной символики ряда государств, а также — государственных наград, орденов и медалей. Она включена в композицию на ленте надгробия Могилы Неизвестного солдата у Кремлёвской стены в Москве.